# فانيسا ليما فيدال
فانيسا ليما فيدال (بالبرتغالية: Vanessa Vidal‏) هي عارضة برازيلية، ولدت في 3 مارس 1984 في فورتاليزا في البرازيل.